# ルアー (競走馬)
ルアー (Lure) はアメリカ合衆国の競走馬、種牡馬。おもに芝マイル路線で活躍し、ブリーダーズカップ・マイル2連覇などの成績を残した。20世紀のアメリカ名馬100選では85位に選ばれている。

## 戦績
1991年6月13日、ダートの5ハロン戦でデビューしたルアーはレコードタイムの5馬身差で圧勝し、早くもスピードの片鱗をのぞかせた。これが評価されて、シャンペンステークスでは1番人気に支持されるも6着に敗退、その競走で2歳シーズンを終えた。
翌1992年はゴーサムステークスでデヴィルヒズデューとの1着同着で重賞初制覇を果たすも、ダートでは頭打ち気味になっていった。そこでルアーの陣営は芝路線への転向を試みた。この試みは成功し、芝での初戦となった一般戦を10馬身差で圧勝したルアーは、以後芝のレースを中心に使われていくことになる。
10月になり、ブリーダーズカップ・マイルに出走したルアーは3番人気に支持された。1番人気は「ワンダーホース」ことアラジ、2番人気はイギリスから参戦してきたセルカークだったが、ルアーは自慢のスピードを存分に発揮し、1分32秒90のレコードタイムで圧勝を遂げ、G1初制覇を飾った。2着はのちにジャパンカップにも参戦するパラダイスクリークであった。
1993年のルアーは8戦6勝、2着2回とほぼ完璧な成績を残した。スターオブコジーンやパラダイスクリークらと互角以上の勝負を演じ、8ハロン戦では一度も負けることがなかった。ブリーダーズカップ・マイルではスキーパラダイス以下に余裕を持って勝利し、連覇を成し遂げた。
翌1994年も現役を続けたルアーは、成長著しいパラダイスクリークと連戦しつつブリーダーズカップ・マイル3連覇を目指した。だが本番ではバラシアに先手を取られて得意の逃げを打つことができず、そのまま逃げ切りを許して9着に敗れ、このレースを最後に引退した。

### 年度別競走成績
- 1991年（3戦1勝）
- 1992年（7戦4勝）
  - ゴーサムステークス (G2) 、ブリーダーズカップ・マイル (G1)
- 1993年（8戦6勝）
  - アーリータイムズターフクラシック (G3) 、ディキシーハンデキャップ (G3) 、ダリンズジョイステークス (G3) 、ケルソハンデキャップ (G3) 、ブリーダーズカップ・マイル (G1)
- 1994年（7戦3勝）
  - エルコーンステークス (G2) 、シーザーズ国際ハンデキャップ (G1) 、バーナードバルークハンデキャップ (G2)

### 表彰
- 1999年 - ブラッド・ホース誌の選ぶ20世紀のアメリカ名馬100選において85位に選出される。

## 引退後
引退後は故郷のクレイボーンファームに戻り、種牡馬として活動した。2004年に種牡馬能力の減衰を理由に引退、同牧場で余生を送り、2017年に死亡した。

### おもな産駒
- England's Legend（ビヴァリーD.ステークス）
- Orpen （モルニ賞）

## 血統表
| ルアーの血統（ダンジグ系 / Native Dancer 4x4=12.50%、 Nearco 4x5=9.38%） | ルアーの血統（ダンジグ系 / Native Dancer 4x4=12.50%、 Nearco 4x5=9.38%） | ルアーの血統（ダンジグ系 / Native Dancer 4x4=12.50%、 Nearco 4x5=9.38%） | （血統表の出典）     | （血統表の出典） |
| 父 Danzig 1977 黒鹿毛 アメリカ                                           | 父の父Northern Dancer 1961 鹿毛 カナダ                                   | Nearctic                                                                 | Nearco               | Nearco           |
| 父 Danzig 1977 黒鹿毛 アメリカ                                           | 父の父Northern Dancer 1961 鹿毛 カナダ                                   | Nearctic                                                                 | Lady Angela          |                  |
| 父 Danzig 1977 黒鹿毛 アメリカ                                           | 父の父Northern Dancer 1961 鹿毛 カナダ                                   | Natalma                                                                  | Native Dancer        | Native Dancer    |
| 父 Danzig 1977 黒鹿毛 アメリカ                                           | 父の父Northern Dancer 1961 鹿毛 カナダ                                   | Natalma                                                                  | Almahmoud            |                  |
| 父 Danzig 1977 黒鹿毛 アメリカ                                           | 父の母Pas de Nom 1968 黒鹿毛 アメリカ                                    | Admirals Voyage                                                          | Crafty Admiral       | Crafty Admiral   |
| 父 Danzig 1977 黒鹿毛 アメリカ                                           | 父の母Pas de Nom 1968 黒鹿毛 アメリカ                                    | Admirals Voyage                                                          | Olympia Lou          |                  |
| 父 Danzig 1977 黒鹿毛 アメリカ                                           | 父の母Pas de Nom 1968 黒鹿毛 アメリカ                                    | Petitioner                                                               | Petition             | Petition         |
| 父 Danzig 1977 黒鹿毛 アメリカ                                           | 父の母Pas de Nom 1968 黒鹿毛 アメリカ                                    | Petitioner                                                               | Steady Aim           |                  |
| 母 Endear 1982 鹿毛 アメリカ                                             | 母の父Alydar 1975 栗毛 アメリカ                                          | Raise a Native                                                           | Native Dancer        | Native Dancer    |
| 母 Endear 1982 鹿毛 アメリカ                                             | 母の父Alydar 1975 栗毛 アメリカ                                          | Raise a Native                                                           | Raise You            |                  |
| 母 Endear 1982 鹿毛 アメリカ                                             | 母の父Alydar 1975 栗毛 アメリカ                                          | Sweet Tooth                                                              | On-and-on            | On-and-on        |
| 母 Endear 1982 鹿毛 アメリカ                                             | 母の父Alydar 1975 栗毛 アメリカ                                          | Sweet Tooth                                                              | Plum Cake            |                  |
| 母 Endear 1982 鹿毛 アメリカ                                             | 母の母Chappaquiddick 1968 黒鹿毛 アメリカ                                | Relic                                                                    | War Relic            | War Relic        |
| 母 Endear 1982 鹿毛 アメリカ                                             | 母の母Chappaquiddick 1968 黒鹿毛 アメリカ                                | Relic                                                                    | Bridal Colors        |                  |
| 母 Endear 1982 鹿毛 アメリカ                                             | 母の母Chappaquiddick 1968 黒鹿毛 アメリカ                                | Baby Doll                                                                | Dante                | Dante            |
| 母 Endear 1982 鹿毛 アメリカ                                             | 母の母Chappaquiddick 1968 黒鹿毛 アメリカ                                | Baby Doll                                                                | Bebe Grande F-No.3-o |                  |